# Coast Miwok (volk)

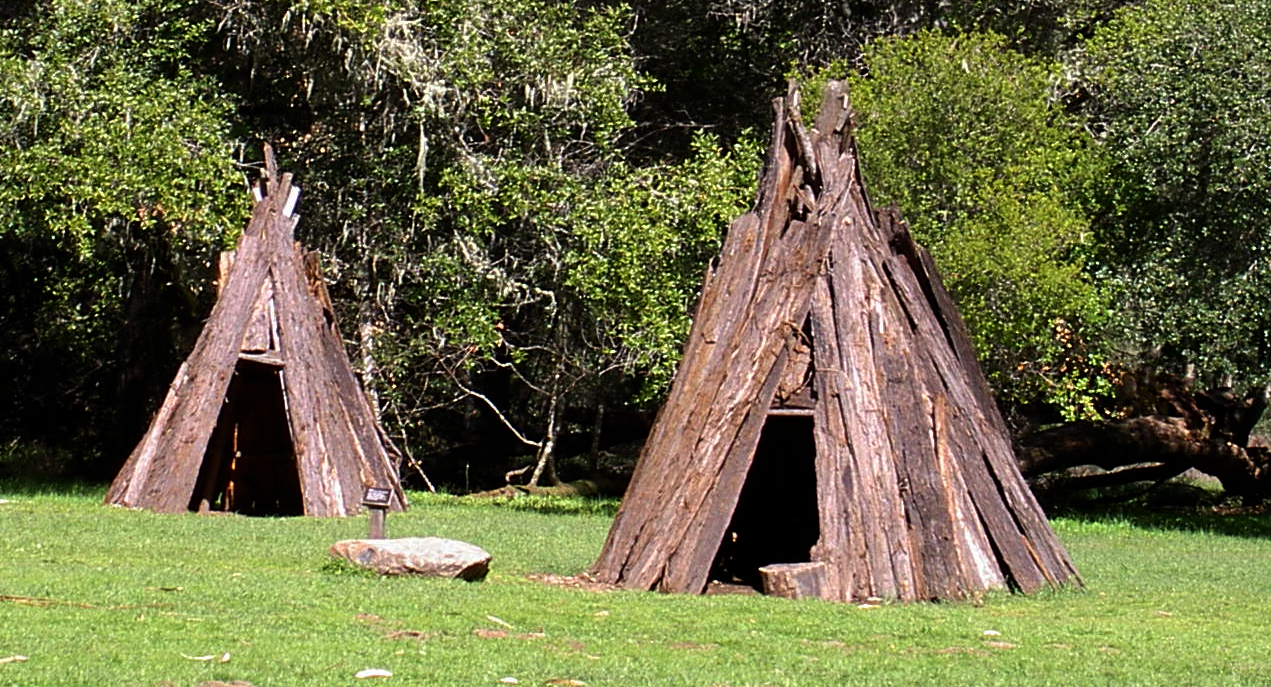
Replica's van de verblijfplaatsen van de Coast Miwok in Kule Loklo (berenvallei), een gereconstrueerd dorp in de Point Reyes National Seashore.

De Coast Miwok waren de tweede grootste groep van de Miwok-indianen van Noord-Californië. De Coast Miwok leefden in het huidige Marin County en het zuiden van Sonoma County, in Noord-Californië, van aan de Golden Gate tot aan Duncans Point in het noorden en Sonoma Creek in het oosten. 
Voor de kolonisatie door Europeanen waren er naar schatting 1500 of 2000 Coast Miwok, maar in 1848 waren er naar schatting naar maar 300. Tegenwoordig erkent de federale overheid van de Verenigde Staten de Federated Indians of Graton Rancheria, waarvan zo'n duizend Coast Miwok- en zuidelijke Pomo-indianen lid zijn.

## Taal
De Coast Miwok spraken een eigen taal die tot de taalfamilie van de Miwoktalen behoorde, die op hun beurt tot de Utitalen behoren. Het Coast Miwok is circa 1970 uitgestorven. Het is mogelijk dat er twee afzonderlijke variëteiten bestonden: dat uit Marin en dat van rond de Bodega Bay.